# 13241 Biyo
13241 Biyo eller 1998 KM41 är en asteroid i huvudbältet som upptäcktes den 22 maj 1998 av LINEAR i Socorro County, New Mexico. Den är uppkallad efter Josette Biyo.